# 미나미미마키촌
미나미미마키촌(일본어: 南御牧村)은 일본 나가노현 기타사쿠군에 있던 촌이다. 현재의 사쿠시 북서부에 해당한다.

## 역사
- 1889년 4월 1일 - 정촌제 시행에 의해 4촌의 구역으로 성립하였다.
- 1955년 1월 15일 - 나카쓰촌, 고로베에신덴촌과 합병해, 아사시나촌이 성립하여, 동일 미나미미마키촌은 폐지되었다.

## 교통

### 철도
- 일본국유철도
  - 호쿠리쿠 신칸센 (통과는 하지만 당시엔 미개통)

### 도로
- 국도 제142호선
- 나카야마 가도

## 참고문헌
- 角川日本地名大辞典 20 長野県
- 長野県北佐久郡 編『北佐久郡志』北佐久郡、1915年。